# Salvatorkirche (Stuttgart-Weilimdorf)

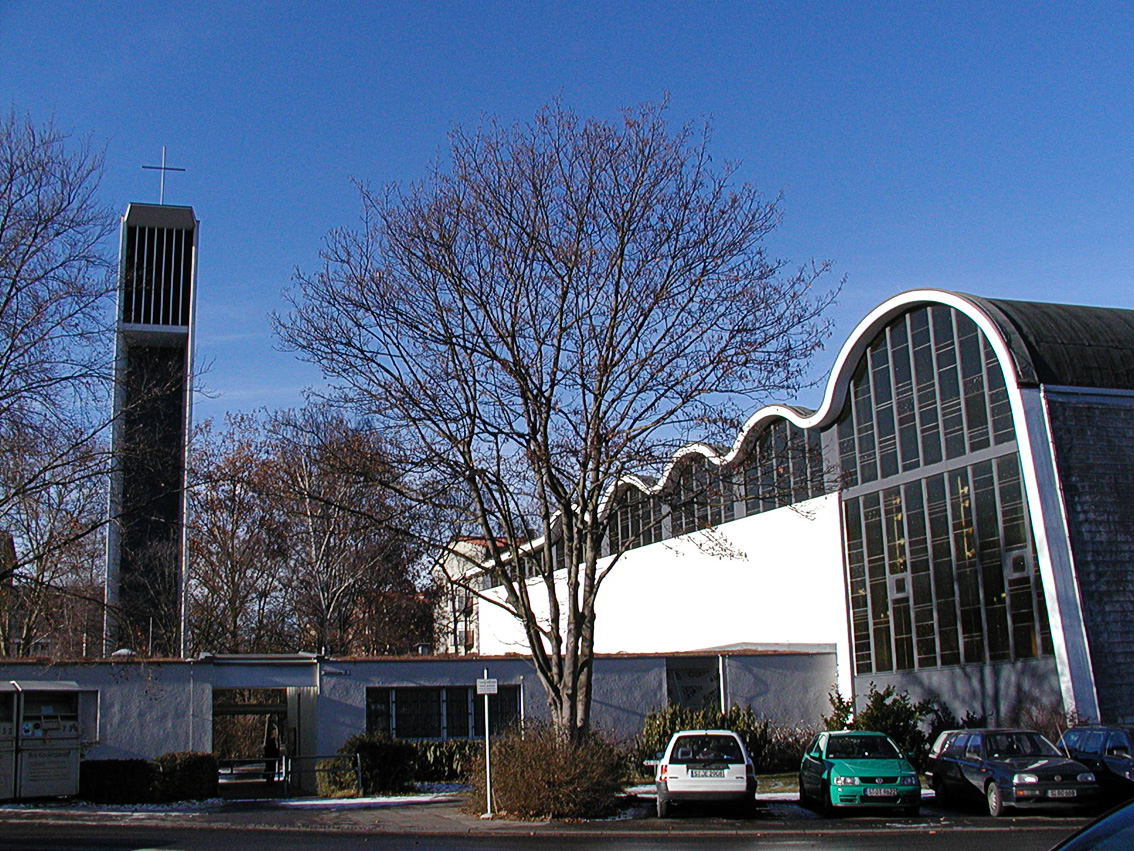
Salvatorkirche in Weilimdorf

Die römisch-katholische Salvatorkirche steht im Ortsteil Giebel des Stadtbezirks Weilimdorf der Landeshauptstadt Stuttgart von Baden-Württemberg. Das Bauwerk ist beim Landesamt für Denkmalpflege Baden-Württemberg als Baudenkmal eingetragen. Die Kirchengemeinde gehört zum Stadtdekanat Stuttgart der Diözese Rottenburg-Stuttgart.

## Beschreibung
Die expressionistische Kirche wurde 1956/57 von Hans Herkommer gemeinsam mit seinem Sohn entworfen. Das Langhaus besteht aus einem stützenfreien Stahlskelettbau auf trapezförmigen Grundriss, das sich nach Osten zum Chor verjüngt. Die Stützenfreiheit des Innenraums wird durch das wellenförmige Dach ermöglicht. Im Glockenstuhl des Campanile hängen vier Kirchenglocken.
Die farbigen Glasfenster stammen von dem Maler Rudolf Haegele.